# 벽파항
벽파항은 전라남도 진도군 고군면 벽파리에 있는 소규모 어항이다.

## 연혁
- 전라남도 진도군 고군면 벽파리에 있는 벽파항은 1993년 9월 10일 지방어항으로 지정 관리하여 왔으나, 어항법 시행규칙 제2조에 의한 지방어항 지정기준에 미달하여 2005년 4월 27일 지방어항에서 해제되었다.[1] 명량해협을 지나 목포와 추자도를 잇는 배가 경유한다.

## 같이 보기
- 벽파진 해전